# بویونجوک (آرهاوی)
بویونجوک (به ترکی استانبولی: Boyuncuk) یک منطقهٔ مسکونی در ترکیه است که در آرهاوی واقع شده‌است. بویونجوک ۲۳ نفر جمعیت دارد.